# Francisco Mastella
Francisco Mastella (Nova Veneza, 2 de abril de 1938 — Florianópolis, 3 de novembro de 1989) foi um advogado e político brasileiro.

## Vida
Casou com Sonia Maria Silveira Mastella e teve três filhos. Bacharel em direito pela Universidade Federal de Santa Catarina.

## Carreira
Foi fundador da Associação dos Servidores da Codesc (ADESC), em 10 de novembro de 1978. Foi presidente da Federação das Associações Empresariais de Santa Catarina (Facisc), em 1986 e 1987.
Foi deputado à Assembleia Legislativa de Santa Catarina na 11ª legislatura (1987 — 1991), eleito pela coligação Partido da Frente Liberal (PFL) - Partido Democrata Cristão (PDC) - Partido Trabalhista Brasileiro (PTB). Foi o deputado estadual mais votado nas eleições estaduais em Santa Catarina em 1986, com 36.464 votos.
Morreu em 3 de novembro de 1989, sendo sepultado no Cemitério Jardim da Paz de Florianópolis.